# Exécutif de la 4e législature de l'Assemblée d'Irlande du Nord
Irlande du Nord
3e législature 5e législature

L’Exécutif de la 4e législature de l'Assemblée d'Irlande du Nord (en anglais : Executive of the 4th Northern Ireland Assembly) est le troisième Exécutif d'Irlande du Nord, en exercice entre le 16 mai 2011 et le 25 mai 2016, durant la quatrième législature de l'Assemblée.

## Historique du mandat
Dirigé par le Premier ministre unioniste sortant Peter Robinson et le vice-Premier ministre nationaliste sortant Martin McGuinness, cet Exécutif est constitué et soutenu par une coalition consociationaliste entre le Parti unioniste démocrate (DUP), le Sinn Féin (SF), le Parti unioniste d'Ulster (UUP), le Parti social-démocrate et travailliste (SDLP) et le Parti de l'Alliance de l'Irlande du Nord (APNI). Ensemble, ils disposent de 104 députés sur 108, soit 96,3 % des sièges de l'Assemblée.
Il est formé à la suite des élections législatives du 5 mai 2011.
Il succède donc à l'Exécutif de la 3e législature, constitué et soutenu par une coalition identique.
Au cours du scrutin, les cinq principaux partis confirment tous leur position, avec des variations d'un siège ou deux seulement. Le DUP reste la première force nord-irlandaise et unioniste, tandis que le SF est conforté comme deuxième parti de la province et premier chez les nationalistes.
Il faut moins de deux semaines aux cinq formations pour former le nouvel Exécutif, dont les ministères sont répartis à la proportionnelle suivant la méthode d'Hondt. Le poste de ministre de la Justice étant pourvu de manière spécifique, l'APNI se retrouve à diriger deux départements alors qu'elle compte deux fois moins de sièges parlementaires que l'UUP et le SDLP.
Le 20 septembre, McGuinness annonce qu'il suspend ses activités afin de se présenter à l'élection présidentielle de la république d'Irlande. Le ministre de l'Éducation John O'Dowd est choisi par le Sinn Féin comme vice-Premier ministre par intérim. Ayant échoué à se faire élire, Martin McGuinness reprend ses fonctions dès le 31 octobre.
Après que l'Armée républicaine irlandaise provisoire (PIRA) a été accusé en août 2015 d'avoir assassiné un ancien responsable de l'Armée républicaine irlandaise (IRA) par le Service de police d'Irlande du Nord (PSNI), le Sinn Féin affirme que l'IRA n'existe plus depuis dix ans. En réaction, l'UUP indique qu'il se retire de l'Exécutif, et le ministre du Développement régional Danny Kennedy remet sa démission dès le 1er septembre. Dix jours plus tard, Peter Robinson et trois des ministres du DUP annoncent à leur tour qu'ils se démettent, faute d'avoir obtenu l'ajournement de l'Assemblée ou le rétablissement de l'administration directe de la province par le gouvernement britannique, alors qu'ils estiment que l'IRA est toujours active et que cela compromet le fonctionnement des institutions dévolues. Arlene Foster est alors chargé d'exercer l'intérim des fonctions de Premier ministre.
Finalement, le DUP et le SF passent un « accord pour un nouveau départ » (en anglais : Fresh Start Agreement) qui prévoit la création d'un organisme international chargé de veiller à la réalité du désarmement et du démantèlement des organisations paramilitaires nord-irlandaises. En conséquence, les membres du DUP retrouvent leurs responsabilités le 20 octobre. Le 19 novembre, Peter Robinson annonce sa volonté de se retirer définitivement de la direction du Parti unioniste démocrate et de l'Exécutif. Foster est élue pour lui succéder le 17 décembre et devient Première ministre le 11 janvier 2016.
Au cours des élections législatives du 5 mai suivant, la répartition des forces politiques est maintenue. Cependant, le SDLP et l'APNI rejoignent l'UUP en affirmant leur refus de continuer de participer au gouvernement dévolu. L'Exécutif de la 5e législature, constitué et soutenu uniquement par le DUP et le SF, prend ses fonctions environ trois semaines plus tard, toujours sous la direction partagée de Foster et McGuinness.

## Composition

### Initiale (16 mai 2011)
- Les nouveaux ministres sont indiqués en gras, ceux ayant changé d'attributions en italique.

| Fonction                                                              | Titulaire | Titulaire                                         | Parti |
| --------------------------------------------------------------------- | --------- | ------------------------------------------------- | ----- |
| Premier ministre                                                      |           | Peter Robinson                                    | DUP   |
| Vice-Premier ministre                                                 |           | Martin McGuinness                                 | SF    |
| Ministre de l'Agriculture et du Développement rural                   |           | Michelle O'Neill                                  | SF    |
| Ministre de la Culture, des Arts et des Loisirs                       |           | Carál Ní Chuilín                                  | SF    |
| Ministre de l'Éducation                                               |           | John O'Dowd                                       | SF    |
| Ministre de l'Emploi et de l'Apprentissage                            |           | Stephen Farry                                     | APNI  |
| Ministre des Entreprises, du Commerce et des Investissements          |           | Arlene Foster                                     | DUP   |
| Ministre de l'Environnement                                           |           | Alex Attwood (jusqu'au 16/07/2013) Mark H. Durkan | SDLP  |
| Ministre des Finances et de la Fonction publique                      |           | Sammy Wilson (jusqu'au 29/07/2013) Simon Hamilton | DUP   |
| Ministre de la Santé, des Services sociaux et de la Sécurité publique |           | Edwin Poots                                       | DUP   |
| Ministre de la Justice                                                |           | David Ford                                        | APNI  |
| Ministre du Développement régional                                    |           | Danny Kennedy                                     | UUP   |
| Ministre du Développement social                                      |           | Nelson McCausland                                 | DUP   |

### Remaniement du23 septembre 2014
- Les nouveaux ministres sont indiqués en gras, ceux ayant changé d'attributions en italique.

| Fonction                                                              | Titulaire | Titulaire         | Parti |
| --------------------------------------------------------------------- | --------- | ----------------- | ----- |
| Premier ministre                                                      |           | Peter Robinson    | DUP   |
| Vice-Premier ministre                                                 |           | Martin McGuinness | SF    |
| Ministre de l'Agriculture et du Développement rural                   |           | Michelle O'Neill  | SF    |
| Ministre de la Culture, des Arts et des Loisirs                       |           | Carál Ní Chuilín  | SF    |
| Ministre de l'Éducation                                               |           | John O'Dowd       | SF    |
| Ministre de l'Emploi et de l'Apprentissage                            |           | Stephen Farry     | APNI  |
| Ministre des Entreprises, du Commerce et des Investissements          |           | Arlene Foster     | DUP   |
| Ministre de l'Environnement                                           |           | Mark H. Durkan    | SDLP  |
| Ministre des Finances et de la Fonction publique                      |           | Simon Hamilton    | DUP   |
| Ministre de la Santé, des Services sociaux et de la Sécurité publique |           | Jim Wells         | DUP   |
| Ministre de la Justice                                                |           | David Ford        | APNI  |
| Ministre du Développement régional                                    |           | Danny Kennedy     | UUP   |
| Ministre du Développement social                                      |           | Mervyn Storey     | DUP   |

### Remaniement du11 mai 2015
- Les nouveaux ministres sont indiqués en gras, ceux ayant changé d'attributions en italique.

| Fonction                                                              | Titulaire | Titulaire                                                                  | Parti |
| --------------------------------------------------------------------- | --------- | -------------------------------------------------------------------------- | ----- |
| Premier ministre                                                      |           | Peter Robinson (jusqu'au 11/01/2016) Arlene Foster                         | DUP   |
| Vice-Premier ministre                                                 |           | Martin McGuinness                                                          | SF    |
| Ministre de l'Agriculture et du Développement rural                   |           | Michelle O'Neill                                                           | SF    |
| Ministre de la Culture, des Arts et des Loisirs                       |           | Carál Ní Chuilín                                                           | SF    |
| Ministre de l'Éducation                                               |           | John O'Dowd                                                                | SF    |
| Ministre de l'Emploi et de l'Apprentissage                            |           | Stephen Farry                                                              | APNI  |
| Ministre des Entreprises, du Commerce et des Investissements          |           | Jonathan Bell                                                              | DUP   |
| Ministre de l'Environnement                                           |           | Mark H. Durkan                                                             | SDLP  |
| Ministre des Finances et de la Fonction publique                      |           | Arlene Foster (jusqu'au 11/01/2016) Mervyn Storey (à partir du 12/01/2016) | DUP   |
| Ministre de la Santé, des Services sociaux et de la Sécurité publique |           | Simon Hamilton                                                             | DUP   |
| Ministre de la Justice                                                |           | David Ford                                                                 | APNI  |
| Ministre du Développement régional                                    |           | Danny Kennedy (jusqu'au 01/09/2015)                                        | UUP   |
| Ministre du Développement régional                                    |           | Michelle McIlveen (à partir du 20/10/2015)                                 | DUP   |
| Ministre du Développement social                                      |           | Mervyn Storey (jusqu'au 12/01/2016) Maurice Morrow                         | DUP   |